# Chiesa di Santa Croce (Padova)
La chiesa di Santa Croce è un edificio religioso settecentesco che sorge nel Borgo di Santa Croce, zona meridionale di Padova contenuta dalle mura cinquecentesche. È l'unica chiesa di Padova in stile rococò. Accanto all'edificio sorge la Scuola del Redentore.

## Storia
Sorta su precedenti edifici, tra l'oratorio del lebbrosario di Santa Croce (1181) e la precedente chiesa officiata dai Somaschi dal 1606. L'attuale edificio fu principiato il 31 luglio 1737 (posa della prima pietra) su progetto di Francesco Vecellio padre somasco (Preposito Generale, letterato ed architetto) e consacrato il 9 giugno 1749 dal Cardinal Carlo Rezzonico. Sino alle soppressioni napoleoniche è appartenuta ai Chierici Regolari di Somasca che alloggiavano nel vicino collegio (ora casa madre delle Suore di San Francesco di Sales). Attualmente è affidata all'omonima parrocchia, gestita dal clero secolare della diocesi di Padova.

## Descrizione

### L'esterno
La facciata pensata come monumentale conclusione della lunga strà di Borgo Santa Croce che parte dal Prato della Valle, è caratterizzata da un importante frontone sostenuto da paraste e semicolonne d'ordine corinzio. Due torricini circolari alleggeriscono l'architettura. La porta maggiore sovrastata da un timpano curvilineo è posta sotto l'iscrizione che ricorda la consacrazione della chiesa. Sopra, un'apertura circolare decorata da volute e da una testina di cherubino. L'architettura si inserisce in quella della tradizione padovana di Girolamo Frigimelica.

### Il campanile

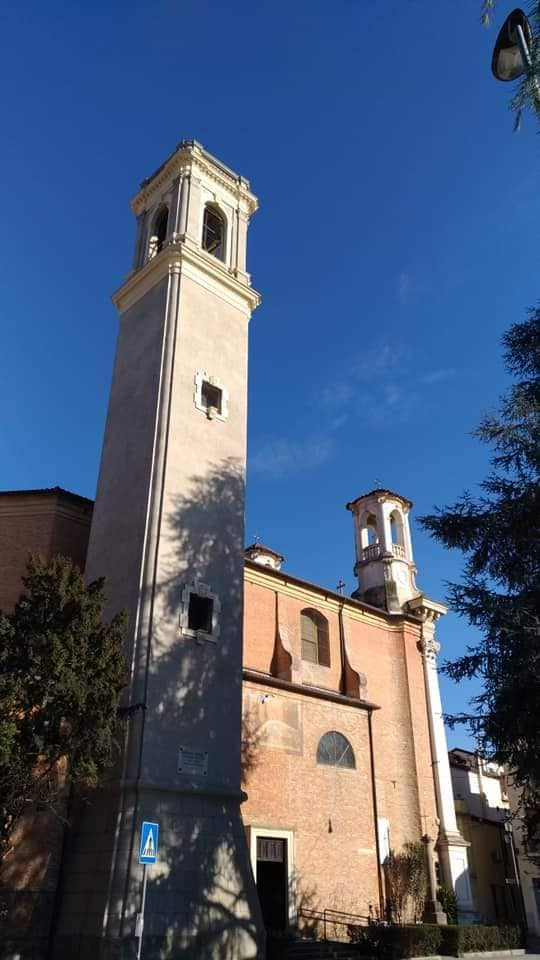
Campanile della chiesa di s. Croce dopo il restauro, gennaio 2021

Il campanile sul fianco della chiesa è novecentesco, costruito tra il 1899 ed il 1907 sull'area dell'antico cimitero, su progetto dell'ing. Giulio Lupati, grazie alle donazioni di alcuni benefattori e dei parrocchiani di s. Croce. Presenta uno stile sobrio ed incline al gusto eclettico del tempo, ed è realizzato in muratura di trachite euganea, rivestita lungo il fusto da un paramento in mattoni pieni, ricoperto da uno strato di intonaco a base cementizia. Il campanile è stato oggetto tra il 2020 ed il 2021 di un accurato restauro conservativo, che ha interessato le superfici esterne, la cella campanaria e il castello campanario stesso, realizzato ex novo. Le decorazioni e le balaustre della cella campanaria nonché quelle sovrastanti sono in pasta cementizia. Nella cella campanaria è presente un concerto di 5 campane a distesa (a slancio), realizzate dalla ditta Daciano Colbachini di Padova, fino al 2020 a suono esclusivamente manuale (caso pressoché unico nella città di Padova), e dopo il citato restauro elettrificate da una ditta di Legnaro. Grazie al tipo di elettrificazione con motore a induzione magnetica, è stata conservata la possibilità di suono manuale. 
Sul campanile sono presenti due lapidi a ricordare i vari benefattori. A fianco del campanile, sull'edificio della sacrestia, si trova la lapide commemorativa del giovane Ernesto Rossi, tra i benefattori della torre campanaria, che perse la vita in un incidente motociclistico nel 1906, schiantandosi per amara ironia della sorte proprio ai piedi del campanile quasi ultimato.

### L'interno

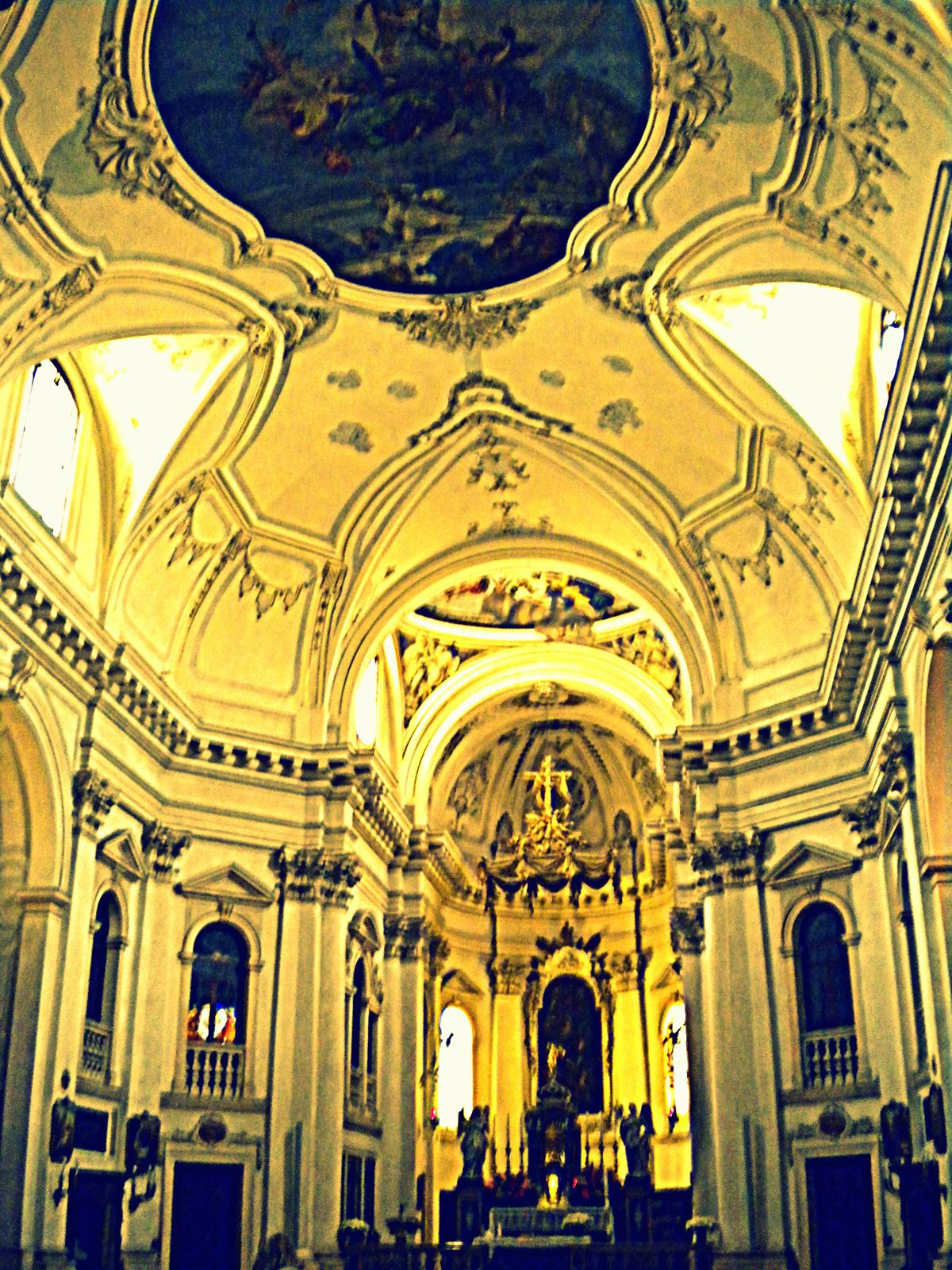
Veduta generale dell'interno.

La luminosa aula è caratterizzata da una elegante parata decorativa su cui si inserisce una serie di aperture a finta fenestratura balconata, pensate probabilmente come cantorie ma con evidenti fini estetici. Il presbiterio con abside semicircolare è arricchito da imponenti semi colonne. Il soffitto della chiesa è decorato da lacunari, stucchi e dorature.

#### Opere

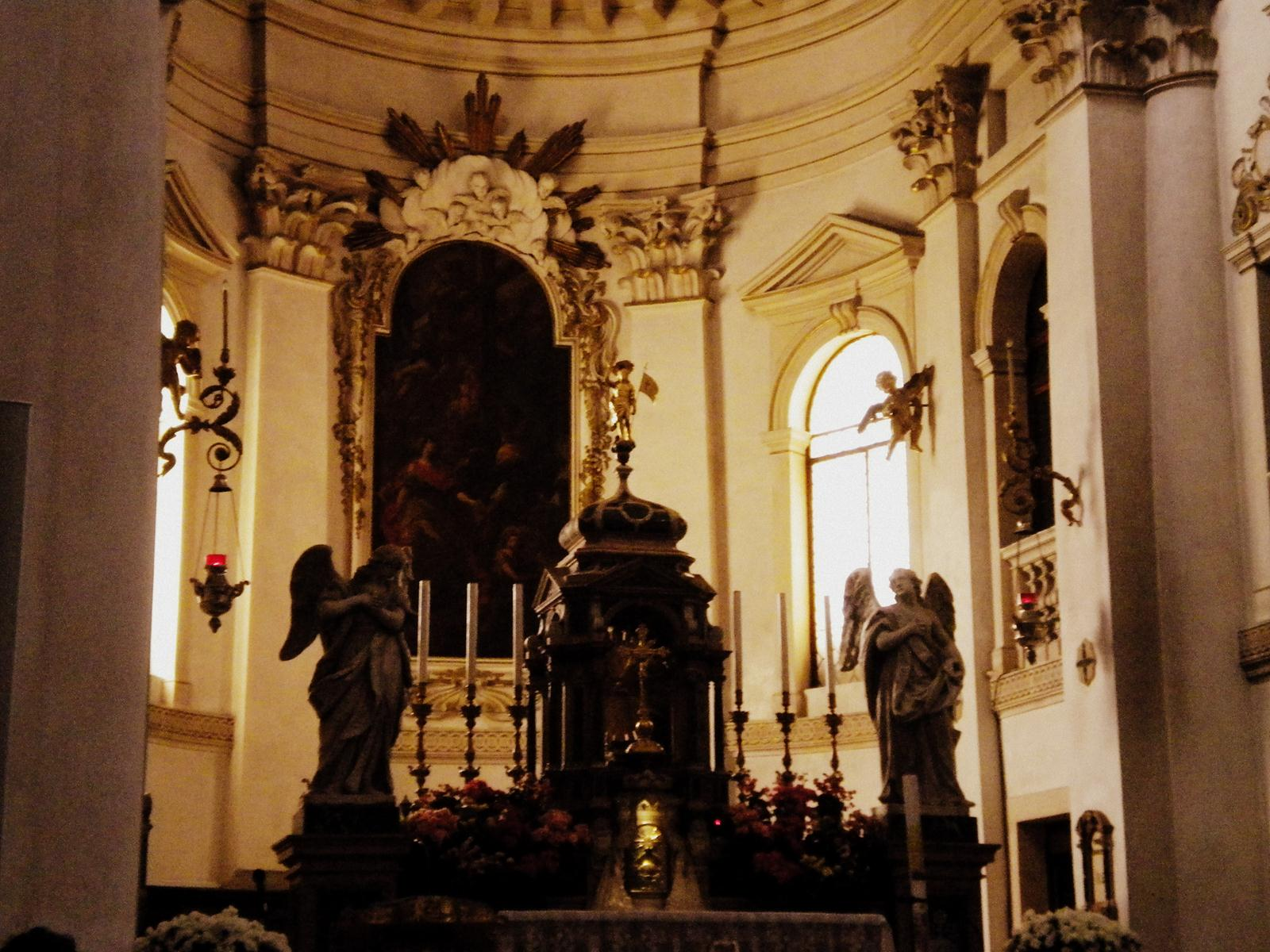
Altar Maggiore.

I Chierici Somaschi affidarono la decorazione del soffitto (esaltazione della Croce) e della cupola ovoidale del presbiterio al veneziano Nicolò Baldassini, mentre il ciclo di tele (altari laterali e abside) fu commissionato a Giambattista Mariotti. La posizione delle tele fu alterata con l'arrivo agli inizi dell'800 della Salus Populi Patavini, veneratissima statua lignea seicentesca della Madonna della Salute, proveniente dall'omonimo oratorio e legata alle pestilenze che nel XVII secolo colpirono la città.
Sul primo altare alla destra, dall'ingresso vi è la tela del Mariotti con San Giovanni Nepomuceno, San Francesco di Paola e Sant'Antonio, l'unica posta nella posizione originaria.
Nel seguente altare, la Salus Populi Patavini nella posizione della Sacra famiglia del Mariotti, tela dispersa.
L'altare maggiore, decorato da una grande varietà di marmi policromi, è alleggerito da due angeli oranti di Antonio Bonazza. Sopra, un ricco baldacchino rococò. Sul retro, il coro ligneo sovrastato da Sant'Elena adora la Santa Croce del Mariotti.
Sul primo altare sulla sinistra dall'ingresso, è posta la tela con San Gerolamo Emiliani collocata originariamente sul secondo altare (al posto del Sacro Cuore novecentesco) in sostituzione de L'Angelo custode, posto in controfacciata. Ai lati del catino absidale, all'interno degli antichi matronei chiusi da finestre serliane, è collocato l'organo a canne. Costruito tra gennaio e maggio del 1952 dalla ditta "Fratelli Ruffatti" di Padova, è stato riqualificato ed ampliato nelle risorse foniche nel 2013 dalla ditta "Leorin Gastone" sulla base di un innovativo progetto predisposto dal maestro Alberto Sabatini, organista della Pontificia Basilica di Sant'Antonio a Padova. Oggi lo strumento, dotato di due tastiere, pedaliera e trasmissione elettronica, dispone di 31 registi sonori.